# Silvio Proto
Silvestro Proto, noto come Silvio Proto (Charleroi, 23 maggio 1983), è un ex calciatore belga, di ruolo portiere.

## Biografia
È di origini italiane (il nonno lasciò la Sicilia, esattamente Leonforte-Enna, per trasferirsi a La Louvière come minatore).

## Carriera

### Club
Proto cresce calcisticamente nel Couillet, con cui debutta a sei anni, nel 1989, e gioca fino al 1996, quando passa all'Olympic Charleroi.
Nel 1999 è acquistato dal La Louvière con cui ha vinto una Coppa del Belgio (2002-2003) e dopo due anni passa all'Anderlecht.
Nel 2005 è stato nominato portiere belga dell'anno, succedendo a Frédéric Herpoel, vincitore del titolo nel 2004. Nel 2008 viene anche ceduto in prestito al Germinal Beerschot per una stagione durante la quale colleziona 29 presenze e un gol in campionato per poi tornare al suo club di appartenenza. Con l'Anderlecht ha ottenuto 285 presenze in campionato dal 2005 al 2016 vincendo una Coppa del Belgio (2007-2008), sei campionati belgi (2005-2006, 2006-2007, 2009-2010, 2011-2012, 2012-2013, 2013-2014) e sei Supercoppe del Belgio (2006, 2007, 2010, 2012, 2013, 2014). Il contratto in scadenza non gli verrà rinnovato, così da lasciare il club biancomalva e trasferirsi il 1º luglio 2016 all'Ostenda.
Il 31 agosto 2017 passa a titolo definitivo all'Olympiakos. Dopo una stagione trascorsa con la formazione ellenica, il 4 luglio 2018 viene ufficializzato l'ingaggio del portiere belga da parte della Lazio, il quale sottoscrive un contratto triennale con il club romano.
Esordisce in Serie A con la Lazio l'11 maggio 2019 nella partita Cagliari-Lazio.
Ormai relegato ai margini della rosa dai biancocelesti, il 31 gennaio 2021 rescinde il suo contratto.
Il 5 febbraio 2021 annuncia il suo ritiro dal calcio giocato.
Dopo il suo ritiro da calciatore professionista, annuncia una sua nuova carriera da golfista.

### Nazionale
Nella nazionale maggiore belga ha esordito nel 2004 e ha totalizzato 13 presenze e 14 reti subite fino al 2011.

## Statistiche

### Presenze e reti nei club
Statistiche aggiornate al 1º febbraio 2021.
| Stagione           | Squadra            | Campionato         | Campionato | Campionato | Coppe nazionali | Coppe nazionali | Coppe nazionali | Coppe continentali | Coppe continentali | Coppe continentali | Altre coppe | Altre coppe | Altre coppe | Totale | Totale  | Totale |
| Stagione           | Squadra            | Comp               | Pres       | Reti       | Comp            | Pres            | Reti            | Comp               | Pres               | Reti               | Comp        | Pres        | Reti        | Pres   | Reti    |        |
| ------------------ | ------------------ | ------------------ | ---------- | ---------- | --------------- | --------------- | --------------- | ------------------ | ------------------ | ------------------ | ----------- | ----------- | ----------- | ------ | ------- | ------ |
| 1999-2000          | La Louvière        | D2                 | ?          | -?         | CB              | ?               | -?              | -                  | -                  | -                  | -           | -           | -           | ?      | -?      |        |
| 2000-2001          | La Louvière        | D1                 | 0          | 0          | CB              | 0               | 0               | -                  | -                  | -                  | -           | -           | -           | 0      | 0       |        |
| 2001-2002          | La Louvière        | D1                 | 28         | -31        | CB              | 3               | -4              | -                  | -                  | -                  | -           | -           | -           | 31     | -35     |        |
| 2002-2003          | La Louvière        | D1                 | 21         | -30        | CB              | 4               | -4              | -                  | -                  | -                  | -           | -           | -           | 25     | -34     |        |
| 2003-2004          | La Louvière        | D1                 | 33         | -3         | CB              | 4               | -3              | CU                 | 2                  | -2                 | SB          | 1           | -1          | 40     | -9      |        |
| 2004-2005          | La Louvière        | D1                 | 27         | -6         | CB              | 4               | -7              | -                  | -                  | -                  | -           | -           | -           | 31     | -13     |        |
| Totale La Louvière | Totale La Louvière | Totale La Louvière | 115        | -70        |                 | 15              | -18             |                    | 2                  | -2                 |             | 1           | -1          | 133    | -91     |        |
| 2005-2006          | Anderlecht         | D1                 | 27         | -25        | CB              | 0               | 0               | UCL                | 4                  | -7                 | -           | -           | -           | 31     | -32     |        |
| 2006-2007          | Anderlecht         | D1                 | 2          | -3         | CB              | 0               | 0               | UCL                | 0                  | 0                  | SB          | 0           | 0           | 2      | -3      |        |
| 2007-2008          | Anderlecht         | D1                 | 0          | 0          | CB              | 6               | -5              | UCL+CU             | 0                  | 0                  | SB          | 0           | 0           | 6      | -5      |        |
| ago. 2008          | Anderlecht         | D1                 | 0          | 0          | CB              | 0               | 0               | UCL                | 0                  | 0                  | SB          | 1           | -3          | 1      | -3      |        |
| ago. 2008-2009     | Germinal Beerschot | D1                 | 29         | -38; 1     | CB              | 1               | -4              | -                  | -                  | -                  | -           | -           | -           | 30     | -42; 1  |        |
| 2009-2010          | Anderlecht         | D1                 | 29+7       | -20 + -7   | CB              | 1               | 0               | UCL+UEL            | 3+10               | -8 + -11           | -           | -           | -           | 50     | -46     |        |
| 2010-2011          | Anderlecht         | D1                 | 30+7       | -20 + -9   | CB              | 0               | 0               | UCL+UEL            | 4+8                | -5 + -12           | SB          | 0           | 0           | 49     | -47     |        |
| 2011-2012          | Anderlecht         | D1                 | 30+8       | -26 + -6   | CB              | 0               | 0               | UEL                | 10                 | -10                | -           | -           | -           | 48     | -42     |        |
| 2012-2013          | Anderlecht         | D1                 | 29+10      | -26 + -11  | CB              | 4               | -2              | UCL                | 10                 | -11                | SB          | 1           | -2          | 54     | -52     |        |
| 2013-2014          | Anderlecht         | D1                 | 20+10      | -25 + -5   | CB              | 0               | 0               | UCL                | 3                  | -7                 | SB          | 1           | 0           | 34     | -37     |        |
| 2014-2015          | Anderlecht         | D1                 | 27+9       | -27 + -12  | CB              | 4               | -4              | UCL+UEL            | 5+2                | -9 + -3            | SB          | 0           | 0           | 47     | -55     |        |
| 2015-2016          | Anderlecht         | D1                 | 30+10      | -29 + -16  | CB              | 0               | 0               | UEL                | 10                 | -11                | -           | -           | -           | 50     | -56     |        |
| Totale Anderlecht  | Totale Anderlecht  | Totale Anderlecht  | 224+61     | -201 + -66 |                 | 15              | -11             |                    | 69                 | -94                |             | 3           | -5          | 372    | -377    |        |
| 2016-2017          | Ostenda            | D1                 | 15+6       | -20 + -6   | CB              | 1               | -1              | -                  | -                  | -                  | -           | -           | -           | 22     | -27     |        |
| ago. 2017          | Ostenda            | D1                 | 5          | -11        | CB              | 0               | 0               | UEL                | 2                  | -4                 | -           | -           | -           | 7      | -15     |        |
| Totale Ostenda     | Totale Ostenda     | Totale Ostenda     | 20+6       | -31 + -6   |                 | 1               | -1              |                    | 2                  | -4                 |             | -           | -           | 29     | -42     |        |
| ago. 2017-2018     | Olympiacos         | SL                 | 22         | -19        | CG              | 3               | -3              | UCL                | 5                  | -10                | -           | -           | -           | 30     | -32     |        |
| 2018-2019          | Lazio              | A                  | 2          | -4         | CI              | 0               | 0               | UEL                | 4                  | -9                 | -           | -           | -           | 6      | -13     |        |
| 2019-2020          | Lazio              | A                  | 0          | 0          | CI              | 1               | 0               | UEL                | 2                  | -2                 | SI          | 0           | 0           | 3      | -2      |        |
| 2020-gen. 2021     | Lazio              | A                  | 0          | 0          | CI              | 0               | 0               | UCL                | 0                  | 0                  | -           | -           | -           | 0      | 0       |        |
| Totale Lazio       | Totale Lazio       | Totale Lazio       | 2          | -4         |                 | 1               | 0               |                    | 6                  | -11                |             | -           | -           | 9      | -15     |        |
| Totale carriera    | Totale carriera    | Totale carriera    | 479        | -435; 1    |                 | 36              | -37             |                    | 84                 | -121               |             | 4           | -6          | 603    | -599; 1 |        |

### Cronologia presenze e reti in nazionale
| Cronologia completa delle presenze e delle reti in nazionale ― Belgio | Cronologia completa delle presenze e delle reti in nazionale ― Belgio | Cronologia completa delle presenze e delle reti in nazionale ― Belgio | Cronologia completa delle presenze e delle reti in nazionale ― Belgio | Cronologia completa delle presenze e delle reti in nazionale ― Belgio | Cronologia completa delle presenze e delle reti in nazionale ― Belgio | Cronologia completa delle presenze e delle reti in nazionale ― Belgio | Cronologia completa delle presenze e delle reti in nazionale ― Belgio |
| Data                                                                  | Città                                                                 | In casa                                                               | Risultato                                                             | Ospiti                                                                | Competizione                                                          | Reti                                                                  | Note                                                                  |
| --------------------------------------------------------------------- | --------------------------------------------------------------------- | --------------------------------------------------------------------- | --------------------------------------------------------------------- | --------------------------------------------------------------------- | --------------------------------------------------------------------- | --------------------------------------------------------------------- | --------------------------------------------------------------------- |
| 17-11-2004                                                            | Bruxelles                                                             | Belgio                                                                | 0 – 2                                                                 | Serbia e Montenegro                                                   | Qual. Mondiali 2006                                                   | -2                                                                    |                                                                       |
| 10-2-2005                                                             | Il Cairo                                                              | Egitto                                                                | 4 – 0                                                                 | Belgio                                                                | Amichevole                                                            | -4                                                                    |                                                                       |
| 26-3-2005                                                             | Bruxelles                                                             | Belgio                                                                | 4 – 1                                                                 | Bosnia ed Erzegovina                                                  | Qual. Mondiali 2006                                                   | -1                                                                    |                                                                       |
| 30-3-2005                                                             | Serravalle                                                            | San Marino                                                            | 1 – 2                                                                 | Belgio                                                                | Qual. Mondiali 2006                                                   | -1                                                                    |                                                                       |
| 4-6-2005                                                              | Belgrado                                                              | Serbia e Montenegro                                                   | 0 – 0                                                                 | Belgio                                                                | Qual. Mondiali 2006                                                   | -                                                                     |                                                                       |
| 17-8-2005                                                             | Bruxelles                                                             | Belgio                                                                | 2 – 0                                                                 | Grecia                                                                | Amichevole                                                            | -                                                                     |                                                                       |
| 3-9-2005                                                              | Zenica                                                                | Bosnia ed Erzegovina                                                  | 1 – 0                                                                 | Belgio                                                                | Qual. Mondiali 2006                                                   | -1                                                                    |                                                                       |
| 7-9-2005                                                              | Anversa                                                               | Belgio                                                                | 8 – 0                                                                 | San Marino                                                            | Qual. Mondiali 2006                                                   | -                                                                     |                                                                       |
| 8-10-2005                                                             | Bruxelles                                                             | Belgio                                                                | 0 – 2                                                                 | Spagna                                                                | Qual. Mondiali 2006                                                   | -2                                                                    |                                                                       |
| 12-10-2005                                                            | Vilnius                                                               | Lituania                                                              | 1 – 1                                                                 | Belgio                                                                | Qual. Mondiali 2006                                                   | -1                                                                    |                                                                       |
| 1-3-2006                                                              | Lussemburgo                                                           | Lussemburgo                                                           | 0 – 2                                                                 | Belgio                                                                | Amichevole                                                            | -                                                                     | 46’                                                                   |
| 19-11-2008                                                            | Lussemburgo                                                           | Lussemburgo                                                           | 1 – 1                                                                 | Belgio                                                                | Amichevole                                                            | -1                                                                    |                                                                       |
| 9-2-2011                                                              | Gand                                                                  | Belgio                                                                | 1 – 1                                                                 | Finlandia                                                             | Amichevole                                                            | -1                                                                    |                                                                       |
| Totale                                                                |                                                                       | Presenze                                                              | 13                                                                    |                                                                       | Reti                                                                  | -14                                                                   |                                                                       |

## Palmarès

### Club

#### Competizioni nazionali
- Coppa del Belgio: 2

La Louvière: 2002-2003
Anderlecht: 2007-2008
- Campionato belga: 6

Anderlecht: 2005-2006, 2006-2007, 2009-2010, 2011-2012, 2012-2013, 2013-2014
- Supercoppa del Belgio: 6

Anderlecht: 2006, 2007, 2010, 2012, 2013, 2014
- Coppa Italia: 1

Lazio: 2018-2019
- Supercoppa italiana: 1

Lazio: 2019